# La barra de la esquina
 La barra de la esquina es una película en blanco y negro de Argentina dirigida por Julio Saraceni sobre el guion de Carlos A. Petit, Rodolfo Sciammarella y Manuel M. Alba según la obra homónima de Carlos Goicochea y Rogelio Cordone que se estrenó el 4 de julio de 1950 y que tuvo como protagonistas a Alberto Castillo, María Concepción César, Pepe Marrone, Iván Grondona y Jacinto Herrera. Hay una nueva versión dirigida por Enrique Carreras titulada Los muchachos de mi barrio.

## Sinopsis
Renombrado cantor, que alcanzó fama mundial, regresa a su país natal. En compañía de sus amigos, rememora episodios de su juventud.

## Reparto
- Alberto Castillo … Alberto Donatelli
- María Concepción César … Elisa
- Pepe Marrone … Otelo Bianquetti "Fatiga"
- Iván Grondona … Benjamín
- Jacinto Herrera … Roberto Almada
- Salvador Fortuna … Carbuña
- Hugo Chemin … El Turquito
- Paride Grandi
- Miriam Lis
- Enrique Giacovino
- Julia Sandoval …Ondina
- Margarita Canale
- Manuel Alcón
- Arturo Arcari
- Ricardo Lavié … Vicente
- María Esther Corán … Doña Andrea
- José Comellas …Don Julio
- Blas Antonio Cumicich
- Carlos Bellucci
- Tito Licausi

## Comentario
La revista Set opinó:

”En suma, la mejor película de Castillo, la película más comercial en su tipo y el mejor trabajo de Saraceni en temas populares.”